# Jurij Pavlovics Szemjonov
Jurij Pavlovics Szemjonov (oroszul: Юрий Павлович Семёнов; Toropec, 1935. április 20. –) szovjet–orosz űrhajózásieszköz-főtervező, akadémikus.

## Élete és munkássága
Dnyipropetrovszki egyetemen fizikából és műszaki technológiából vizsgázott. 1958-tól az OKB-586 keretében új rakéták fejlesztésével foglalkozott. 1964-től az OKB-1 tervezője, Szergej Pavlovics Koroljov irányítása alatt. 1972-től az űrhajók és állomások főtervezője. 1978 januárjától ez emberi űrrepülések nemzeti és nemzetközi programjainak fejlesztéséért felelős tervező, igazgató.
Professzor, a szovjet Akadémia Nemzetközi tagozatának teljes jogú tagja. Az űrkutatás és a nemzetközi űreszközök tervezésének professzora. 1994-től az RKK Enyergija igazgatója, majd 2005-ig elnöke.

## Szakmai sikerei
Egyszer megkapta a Szovjetunió Hőse, kétszer a Lenin-rend kitüntetést. 
Több katonai és polgári elismerés tulajdonosa. A szovjet Akadémia tagja. Akadémiai pozícióját 2000-ben megvédte.